# Caffristis ferrogrisea
Caffristis ferrogrisea là một loài bướm đêm trong họ Noctuidae.